# Jeff Banister
Jeffrey Todd Banister (né le 15 janvier 1965 à Weatherford, Oklahoma, États-Unis) est ancien joueur de la Ligue majeure de baseball. Il s'est ensuite reconverti en instructeur et manager.
Il est élu gérant de l'année dans la Ligue américaine en 2015.

## Carrière de joueur
D'abord joueur de baseball, Jeff Banister est receveur et occasionnellement joueur de premier but dans les ligues mineures, où il joue 7 saisons de 1986 à 1993 dans l'organisation des Pirates de Pittsburgh. Ces derniers le choisissent au 25e rang du repêchage amateur de 1986, alors que Banister évolue pour les Cougars de l'université de Houston.
Banister ne joue qu'un seul match dans le baseball majeur et ne fait qu'un unique passage au bâton : le 23 juillet 1991, il est employé comme frappeur suppléant par les Pirates de Pittsburgh et réussit un coup sûr contre le lanceur Dan Petry des Braves d'Atlanta. Par conséquent, Banister a une moyenne au bâton en carrière de 1,000 dans les majeures.
De retour dans les mineures, il rate toute la saison 1992 en raison d'une opération au coude et, en 1993, il ne dispute que quelques matchs et est joueur-entraîneur.

## Carrière d'entraîneur

### Pirates de Pittsburgh
Banister est dans l'organisation des Pirates de Pittsburgh de 1986 à 2014. Une fois terminée sa carrière de joueur, il est de 1994 à 1998 le gérant de clubs affiliés à la franchise, qui lui confie divers mandats par la suite. En août 2010, les Pirates l'amènent en Ligues majeures où il est instructeur de banc aux côtés du gérant John Russell pendant un peu moins de deux mois. À l'automne 2010, il est engagé comme instructeur de banc du nouveau gérant Clint Hurdle, aux côtés de qui il travaille pendant 4 saisons.

### Rangers du Texas
Le 16 octobre 2014, Jeff Banister décroche son premier emploi de gérant dans le baseball majeur lorsqu'il est engagé par les Rangers du Texas. Il succède à Tim Bogar, qui avait assuré l'intérim lors des 22 derniers matchs de la saison, après la démission de Ron Washington. Excluant les périodes d'intérim, Banister est le 18e gérant de l'histoire des Rangers depuis leur arrivée au Texas en 1961. Il remporte sa première victoire comme gérant à son deuxième match à la barre des Rangers, le 7 avril 2015 contre les Athletics d'Oakland.
Les Rangers se maintiennent en milieu de peloton dans la division Ouest de la Ligue américaine en 2015, la première saison de Banister à la barre, pour finalement prendre le premier rang le 15 septembre et terminer en tête avec une fiche de 88 victoires et 74 défaites. Après ces succès de première année à la tête d'un club ayant commencé la saison, Banister, dont les Rangers ont remporté 21 matchs de plus que sous les ordres de son prédécesseur en 2014, est élu gérant de l'année dans la Ligue américaine. Il mène les Rangers à un second titre de division consécutif en 2016.